# Donn Cuailnge und Findbennach
Donn Cuailnge [doN 'kualʴnʴge] („Der Braune von Cooley“) und Findbennach ['fʴindveNax] („Der weiße Gehörnte“) sind die mythischen Stiere von Ulster und Connacht, die Gründe für den Krieg zwischen den irischen Provinzen, erzählt in der Táin Bó Cuailnge („Der Stierraub von Cooley“) und in der Remscéla (Vorerzählung) De chophur in da muccida („Von der [Verwandlung?] der beiden Schweinehirten“).

## Mythologie
Bei einem Zauber-Wettstreit der beiden Schweinehirten Friuch und Rucht verwandeln sich diese zuletzt in zwei Wasserwürmer, die von zwei Kühen bei der Tränke eingeschlürft werden. Die Kühe werfen dann je ein Stierkalb, nämlich den Donn Cuailnge in Ulster und den Findbennach in Connacht. Donn ist schwarzbraun, grimmig, rotäugig und "stark wie der Ansturm der Woge, wie der Bär, wie die Wut des Drachen, wie der Zorn des Königs." Findbennach hat auf einem weißen Schädel weiße Hörner und einem Leib "rot, als wäre er in Blut gebadet, der Geliebte seiner Kühe, zum Siege geboren..."

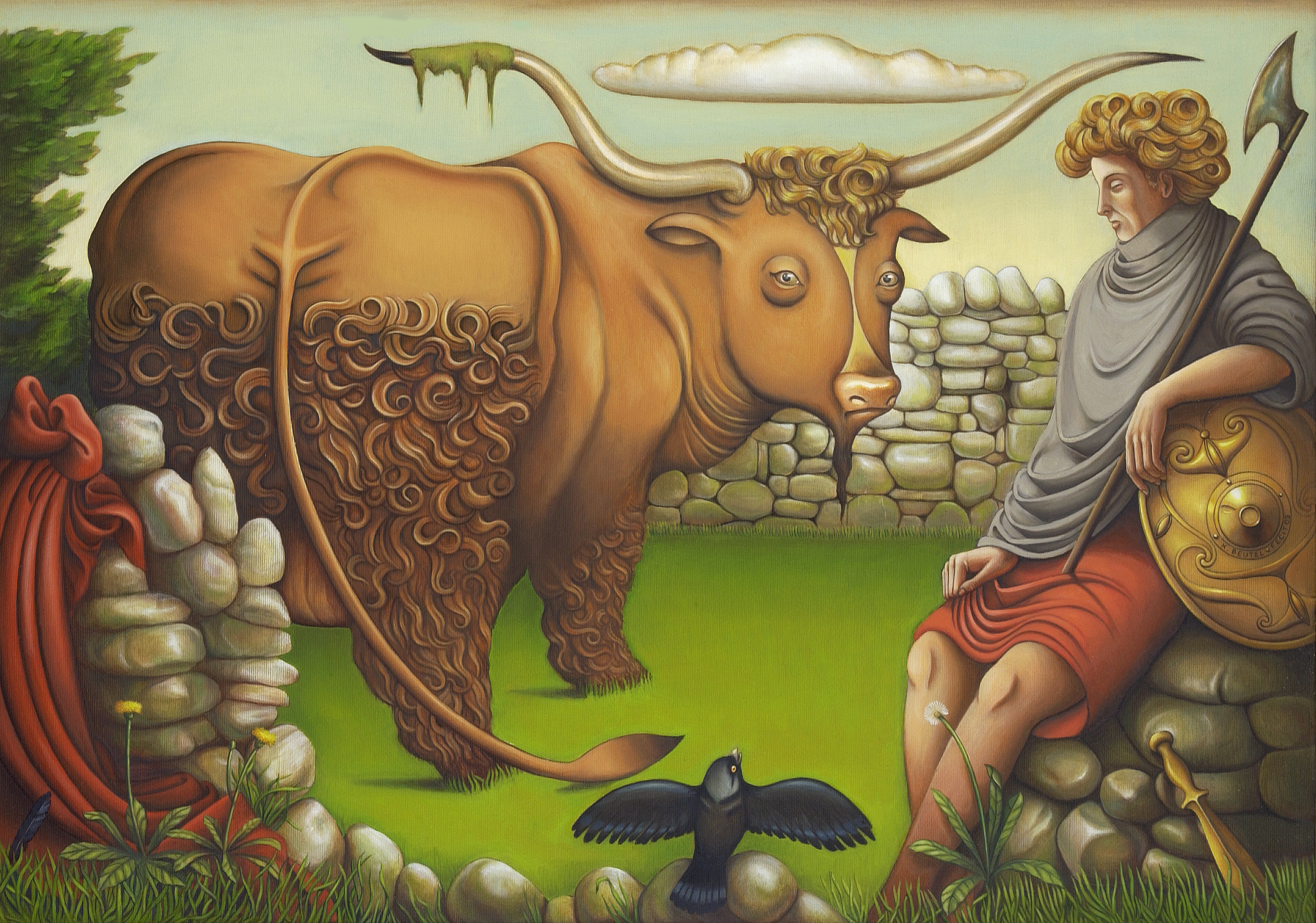
Cú Chulainn und Donn Cuailnge

Als die Königin Medb den König Ailill mac Máta von Connacht heiratet, bringt sie ihren Stier Findbennach mit in die Ehe. Der Stier wechselt aber, der „Weiberherrschaft“ satt, zur Herde von Ailill über, was Medb als persönliche Schande empfinden muss. Um dies auszugleichen, versucht sie, den Stier Donn Cuailnge von seinem Besitzer Dáire mac Fiachna für ein Jahr zu entleihen und verspricht ihm dafür durch ihren Boten Mac Roth fünfzig Kälber, einen Streitwagen und ihre willigen Schenkel. Da der zuerst durchaus einverstandene Dáire jedoch erfährt, Medb wolle den Stier notfalls auch mit Gewalt entführen lassen, lehnt er entrüstet ab und verjagt ihren Boten. Das ist der Anlass für den Kriegszug Connachts gegen Ulster.
Trotz der Niederlage der Connachter durch Cú Chulainn führen sie den Donn Cuailnge als Beute mit nach Hause. In Findbennachs Herde angelangt, fordert er sofort seinen Rivalen zum Kampf heraus. Einen Tag lang kämpfen sie miteinander bei Ráth na dTarbh, in der Nacht hört man ihren donnernden Galopp um die ganze Insel. Am Morgen kommt Donn allein nach Cruachan, den Königssitz von Connacht zurück, er trägt auf den Hörnern den zerfetzten Findbennach. Diese Stücke schleudert er über ganz Irland und zieht zurück nach Ulster. Dort angekommen, bricht er beim Sonnenuntergang ebenfalls tot zusammen.